# ポリヘキサメチレングアニジン
ポリヘキサメチレングアニジン (英: Polyhexamethylene guanidine, PHMG) は、殺生物性消毒薬として利用されているグアニジン誘導体である。多くの場合、ポリヘキサメチレングアニジンリン酸塩(PHMG-P) の形で利用される。
研究によると、溶液中のPHMGには殺真菌力、およびグラム陽性菌・グラム陰性菌両方に対する殺バクテリア力があることが示されている。また、この物質は洗剤、耐食剤、凝集剤としての性質も持ち、生物付着を防ぐ 。PHMG-P は白色の粉末状固体で、他のポリグアニジン塩と同様に水溶性が高い。

## 毒性
ポリヘキサニド (PHMB) とは異なり、PHMGは比較的新しい化合物で、物性、有用性、効果についてまだ十分には知られていない。予備的発見によると、PHMGおよびその誘導体は、主に細胞の脱水素酵素の活性を抑制することにより細胞膜を損壊していることが示唆されている。

### 加湿器殺菌剤事件
1994年、油公（現：SKケミカル）がPHMGを使った加湿器殺菌剤を開発。2001年以降、韓国では家庭用加湿器の微生物汚染を防ぐための消毒剤として広く使用されていた。PHMG を含む加湿器用消毒剤は、レキットベンキーザー傘下のOxyなど、多くのブランドにより販売された。2011年、塩化オリゴ(2-(2-エトキシ)エトキシエチルグアニジニウム (PGH) とこの物質は共に、幼児および妊婦の死に繋がる重篤な肺症状とエアロゾルへの曝露との間の関連性が指摘され、禁止された。複数の疫学的・実験的研究により、家庭用加湿器へのこの物質の使用と肺疾患との間の因果関係は確認されている。レキットベンキーザーは当初責任を認めていなかったが、批判を受け2016年5月に責任を全て認めた。

### 参考論文
- Maciej Walczak; Agnieszka Richert; Aleksandra Burkowska-But (2014). “The effect of polyhexamethylene guanidine hydrochloride (PHMG) derivatives introduced into polylactide (PLA) on the activity of bacterial enzymes”. Journal of Industrial Microbiology & Biotechnology 41 (11):  1719–1724. doi:10.1007/s10295-014-1505-5.